# Robin Morgan
Robin Morgan (29 de enero de 1941) es una poeta, escritora y activista feminista, periodista, conferenciante y exactriz infantil estadounidense. Desde principios de la década de los sesenta, fue miembro del movimiento feminista radical estadounidense y una líder en el movimiento feminista internacional. Su antología de 1970 Sisterhood is Powerful ha sido reconocida por impulsar los orígenes del movimiento feminista contemporáneo en EE. UU. La obra ha sido considerada por la Biblioteca Pública de Nueva York como «uno de los 100 libros más influyentes del siglo XX». Morgan ha escrito más de 20 libros de poesía, ficción y no ficción, y también es conocida como editora de la revista Ms.
Durante la década de los sesenta, participó en los movimientos por los derechos civiles y contra la guerra de Vietnam; a finales de esa década fue miembro fundadora de organizaciones feministas radicales como New York Radical Women y W.I.T.C.H. Fundó o cofundó la Feminist Women's Health Network (Red Feminista de Salud de las mujeres), Feminist Women's Health Network, la National Battered Women's Refuge Network, Media Women, the National Network of Rape Crisis Centers, la Feminist Writers' Guild, la Women's Foreign Policy Council, el National Museum of Women in the Arts, el Sisterhood Is Global Institute, GlobalSister.org y Greenstone Women's Radio Network, la Red Nacional de Refugios para Mujeres Maltratadas, Mujeres de Medios, la Red Nacional de Centros de Crisis por Violación, el Gremio de Escritores Feministas, el Consejo de Política Exterior de Mujeres, el Museo Nacional de Mujeres Artistas, el Sisterhood Is Global Institute, GlobalSister.org y Greenstone Women's Radio Network. También fue cofundadora del Women's Media Center junto con la activista Gloria Steinem y la actriz y activista Jane Fonda.

## Biografía
Desde muy pequeña, su madre y su tía apuntaron a Robin Morgan como modelo. Con cinco años, tuvo su primer programa, Little Robin Morgan, en la emisora de radio WOR de Nueva York. A la edad de ocho años empezó su carrera como actriz, con la serie de televisión Mama, en el papel de Dagmar Hansen, la hermana pequeña de la familia. La serie se estrenó en la CBS en 1949 y tuvo mucho éxito
Durante la edad de oro de la televisión, Morgan protagonizó espectáculos televisivos como Kiss and Tell y Alice in Wonderland, y  también actuó como invitada en Omnibus, Suspense, Danger, Hallmark Hall of Fame, Robert Montgomery Presents, Tales of Tomorrow, y Kraft Theatre. Trabajó con directores como Sidney Lumet, John Frankenheimer y Ralph Nelson; escritores como Paddy Chayefsky y Rod Serling; y compartió reparto con Boris Karloff, Rosalind Russell, Bill "Bojangles" Robinson y Cliff Robertson.
Desde los cuatro años quiso escribir, en lugar de actuar, pero su madre quería mantenerla en el mundo del espectáculo. Finalmente lo dejó a los catorce años.
Robin Morgan continuó su formación como estudiante no matriculada en la Universidad de Columbia. Comenzó a trabajar en la agencia literaria Curtis Brown, donde conoció y trabajó con W. H. Auden, en los años sesenta. Empezó a publicar su propia poesía, que después reunió en su primer libro de poemas, Monster, en 1972. 
En 1979 Morgan recibió una beca de escritura creativa en poesía del National Endowment for the Arts, y al año siguiente realizó una residencia de escritura en la colonia artística Yaddo.
Nunca dejó de escribir y publicar poesía en las siguientes décadas, a la vez que realizaba su activismo político, escribía prosa de ficción y no ficción y daba conferencias en colegios y universidades sobre los derechos de las mujeres.
Cuando trabajaba para la editorial Grove Press se casó con y pocos años después tuvo un hijo. En 1969, participó en un intento de sindicalizar a la industria editorial. Poco después, Grove la despidió junto a otras personas simpatizantes del sindicato y Morgan lideró la toma y ocupación de sus oficinas en la primavera de 1970, en protesta por la ruptura del sindicato, así como por la contabilidad deshonesta de los derechos de autor a Betty Shabazz, la viuda de Malcolm X. Como consecuencia de estos hechos, Morgan y otras ocho mujeres fueron detenidas ese día.

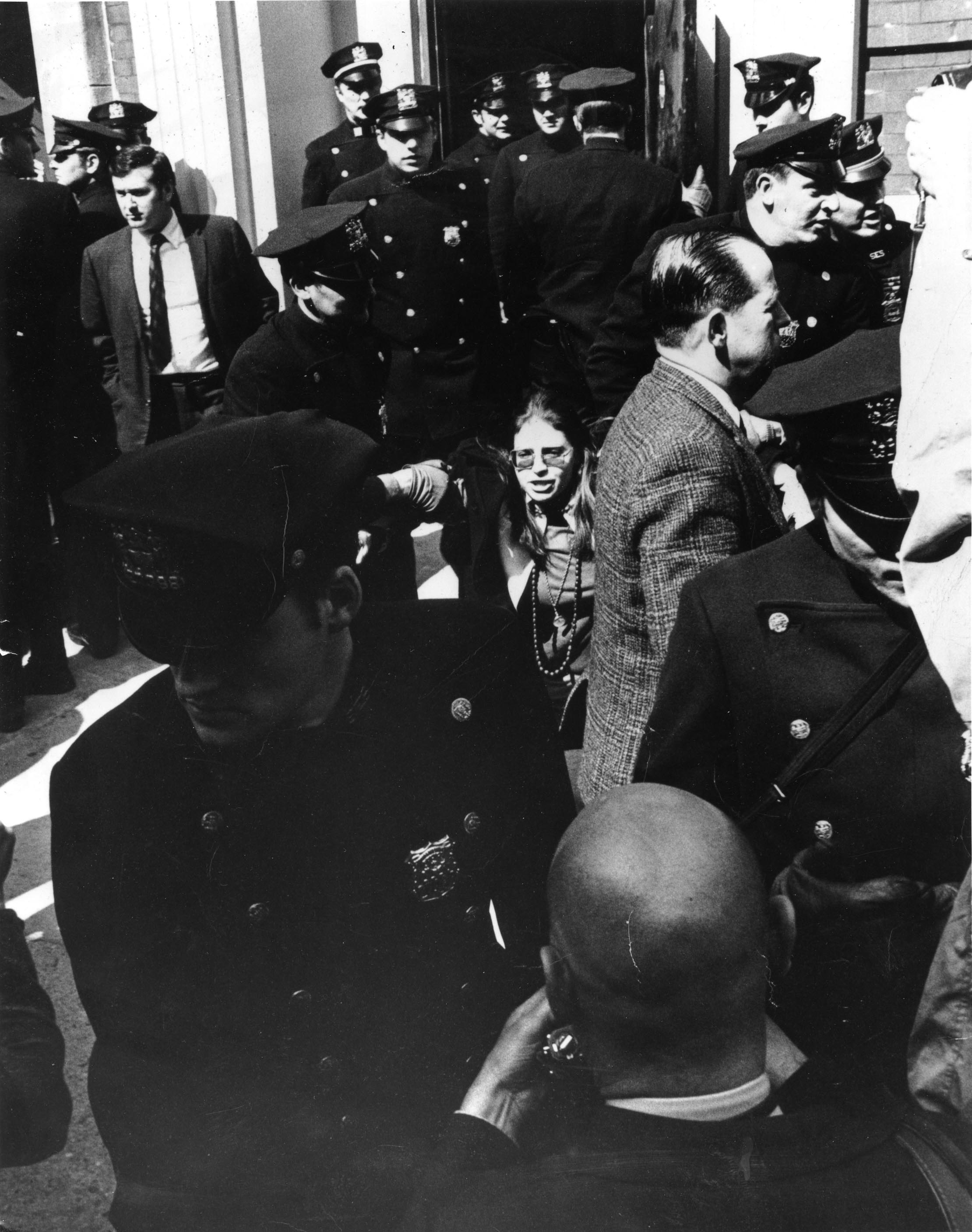
Robien Morgan siendo arrestada en Grove Press (1970)

## Activismo
En 1962, Morgan se convirtió en activista de la izquierda antibélica y colaboró con artículos y poesía en revistas de izquierda y contracultura como Liberation, Rat, Win y The National Guardian.
En la década de 1960 se involucró cada vez más en los movimientos de justicia social, especialmente en los de derechos civiles y contra la guerra de Vietnam. A principios de 1967, participó activamente en el Youth International Party (conocido en los medios de comunicación como los "Yippies"), con Abbie Hoffman y Paul Krassner. Sin embargo, las tensiones sobre el sexismo dentro del YIP (y de la Nueva Izquierda en general) llegaron a un punto crítico cuando Morgan se involucró más en la Liberación de la Mujer y el feminismo contemporáneo.
En 1967, Morgan formó parte de la fundación del efímero grupo feminista New York Radical Women. Fue la principal organizadora de su protesta inaugural de septiembre de 1968 contra el concurso de Miss América en Atlantic City. Morgan escribió el folleto de protesta contra Miss América ¡No más Miss América! y ese mismo año cofundó la Conspiración Terrorista Internacional de Mujeres del Infierno (W.I.T.C.H.), un grupo feminista radical que utilizaba el teatro callejero público (llamado "hexes" o "zaps") para llamar la atención sobre el sexismo. Morgan diseñó el símbolo universal del movimiento feminista: el símbolo femenino, un círculo con una cruz debajo, centrado con un puño levantado. El Oxford English Dictionary también le atribuye el uso por primera vez del término "herstory" en su antología de 1970 Sisterhood is Powerful (La hermandad es poderosa). En relación con la organización feminista W.I.T.C.H., Morgan escribióː

The fluidity and wit of the witches is evident in the ever-changing acronym: the basic, original title was Women's International Terrorist Conspiracy from Hell [...] and the latest heard at this writing is Women Inspired to Commit Herstory.
La fluidez y el ingenio de las brujas es evidente en el acrónimo siempre cambiante: el título básico y original era Women's International Terrorist Conspiracy from Hell [...] y el último que se ha escuchado al escribir este artículo es Women Inspired to Commit Herstory.

Con los derechos de su antología Sisterhood is Powerful (La hermandad es poderosa), Morgan fundó la primera fundación feminista que concedía subvenciones en Estados Unidos: The Sisterhood Is Powerful Fund, que proporcionó capital inicial a muchos de los primeros grupos de mujeres durante los años setenta y ochenta. Rompió de forma decisiva con lo que ella describió como la "izquierda masculina" cuando lideró la toma de posesión por parte de las mujeres del periódico clandestino Rat en 1970, y enumeró las razones de su ruptura en el primer número femenino del periódico, en su ensayo titulado Adiós a todo eso. El ensayo adquirió notoriedad en la prensa por nombrar a determinados hombres e instituciones sexistas de la izquierda. Décadas más tarde, durante las primarias demócratas para las elecciones presidenciales de 2008, Morgan escribió una ardiente continuación de su ensayo original, titulada Goodbye To All That #2, en defensa de Hillary Clinton. El artículo se hizo rápidamente viral en Internet por arremeter contra la retórica sexista dirigida a Clinton por los medios de comunicación.
En 1977, Morgan se asoció al Women's Institute for Freedom of the Press (WIFP), una organización editorial estadounidense sin ánimo de lucro. La organización trabaja para aumentar la comunicación entre las mujeres y conectar al público con los medios de comunicación basados en las mujeres.
Morgan viajó mucho por Estados Unidos y por todo el mundo para llamar la atención sobre el sexismo transcultural. Se reunió y entrevistó a combatientes del ejército rebelde en Filipinas, con activistas brasileñas en las favelas de Río, con organizadoras en los municipios de Sudáfrica y con feministas clandestinas en Irán. En dos ocasiones, en 1986 y 1989, pasó varios meses en los campos de refugiados palestinos de Jordania, Líbano, Egipto, Siria, Cisjordania y Gaza, para informar sobre las condiciones de las mujeres. Morgan también realizó discursos en numerosas universidades e instituciones de países de Europa, el Caribe y América Central, así como en Australia, Brasil, China, Indonesia, Israel, Japón, Nepal, Nueva Zelanda, las islas del Pacífico, Filipinas y Sudáfrica.
En 2005, Morgan cofundó la organización de medios de comunicación de mujeres progresistas sin ánimo de lucro The Women's Media Center, con sus amigas la actriz y activista Jane Fonda y la activista Gloria Steinem. Siete años después, en 2012, estrenó un programa de radio semanal y un podcast, Women's Media Center Live With Robin Morgan. La emisión está sindicada en Estados Unidos y, como podcast, se publica en línea en el sitio web WMCLive, y se distribuye en iTunes en 110 países. El Huffington Post lo calificó de "radio hablada con cerebro" y presenta comentarios de Morgan sobre noticias recientes, así como entrevistas con activistas, políticos, autores, actores y artistas. La hora semanal fue recogida por CBS Radio dos semanas después de su lanzamiento y se emite en la emisora WJFK, afiliada a CBS, cada sábado. El programa incluye comentarios de Morgan sobre noticias recientes y entrevistas con activistas, políticos, autores, actores y artistas.

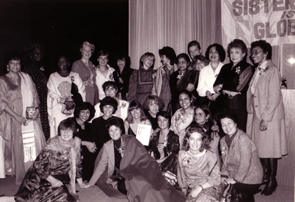
Sisterhood is Global en el Lincoln Center

### Antologías
En 1970, Morgan compiló, editó y presentó la primera antología de escritos feministas, Sisterhood is powerful. La compilación incluía ensayos feministas ya clásicos de activistas como Naomi Weisstein, Kate Millett, Eleanor Holmes Norton, Florynce Kennedy, Frances M. Beal, Joreen, Marge Piercy, Lucinda Cisler y Mary Daly, así como documentos históricos como la Carta de Derechos de las N.O.W., extractos del Manifiesto SCUM, el Manifiesto Redstockings, documentos históricos de W.I.T.C.H., y una declaración germinal del Grupo de Liberación de las Mujeres Negras de Mount Vernon. También incluía lo que Morgan llamó "karate verbal": citas y estadísticas útiles sobre las mujeres. La antología fue citada por la Biblioteca Pública de Nueva York como uno de los "Libros del siglo XX, de la Biblioteca Pública de Nueva York". Con los derechos de autor de Sisterhood is Powerful, Morgan creó la primera organización feminista estadounidense que concede subvenciones.
Su siguiente volumen en 1984, Sisterhood Is Global: The International Women's Movement Anthology (La hermandad es global: antología del movimiento femenino internacional), recopiló artículos sobre mujeres de más de setenta países. Ese mismo año fundó el Sisterhood Is Global Institute, que destacó por ser el primer grupo de reflexión feminista internacional. Tras rechazar repetidamente el cargo de presidenta, fue elegida secretaria de la organización de 1989 a 1993, fue vicepresidenta de 1993 a 1997 y, tras formar parte del consejo asesor, aceptó finalmente ser presidenta en 2004. Un tercer volumen, Sisterhood Is Forever: The Women's Anthology for a New Millennium (La hermandad es para siempre: Antología de las mujeres para un nuevo milenio), de 2003, fue una colección de artículos, en su mayoría de conocidas feministas, tanto jóvenes como "vintage", en una retrospectiva y un proyecto de futuro para el movimiento feminista, que fue recopilada, editada y con una introducción de Morgan, y ésta escribió "A las feministas vintage" y "A las mujeres más jóvenes", que se incluyeron en la antología como Posdata personal. 

### Periodismo
Los artículos, ensayos, reseñas, entrevistas, análisis políticos y periodismo de investigación de Morgan se publicaron en diversidad de medios como Amazon Quarterly, The Atlantic, Broadsheet, Chrysalis, Essence, Equal Times, Everywoman, The Feminist Art Journal, The Guardian (US), The Guardian (UK), The Hudson Review, Los Angeles Times, Ms. magazine, The New Republic, The New York Times, Off Our Backs, Pacific Ways, The Second Wave, Sojourner, The Village Voice, The Voice of Women, y varias publicaciones periódicas de las Naciones Unidas, etc. Los artículos y ensayos también se reimprimieron en medios de comunicación internacionales, en inglés en toda la Commonwealth, y traducidos a 13 idiomas en Europa, Sudamérica, Oriente Medio y Asia.
Morgan fue colaboradora como editora de la revista Ms. durante muchos años, recibiendo el Premio Front Page al Periodismo Distinguido por su artículo de portada titulado Las primeras exiliadas feministas de la URSS en 1981. También fue editora jefe de la revista de 1989 a 1994, relanzándola como una publicación bimestral internacional sin publicidad en 1991. Esto le valió una serie de premios, entre los que se encuentran el premio a la Excelencia Editorial otorgado por Utne Reader en 1991, y el Premio al Mérito Periodístico Excepcional otorgado por el National Women's Political Caucus Morgan renunció a su cargo en 1994 para convertirse en Editora Global Consultora de la revista, puesto que ocupa hasta la fecha.
Morgan escribe para el público en línea y en su blog con frecuencia. Entre sus artículos más conocidos se encuentran "Letters from Ground Zero" (escrito y publicado tras los atentados del 11 de septiembre de 2001, que se hizo viral), "Goodbye To All That #2", "Women of the Arab Spring", "When Bad News is Good News: Notas de una adicta a las noticias feministas", "La hombría y las renuncias morales" y "La curación por la fe: Una modesta propuesta sobre el fundamentalismo religioso". Estos cinco últimos y otros ejemplos de su trabajo en línea se encuentran en los archivos del Centro de Medios de Comunicación de Mujeres.

### Organizaciones
En 1984, Morgan, junto con Simone de Beauvoir y mujeres de otros 80 países, fundó The Sisterhood Is Global Institute (SIGI). Esta ONG internacional, sin ánimo de lucro y con estatus consultivo ante las Naciones Unidas, funcionó durante tres décadas como el principal grupo de reflexióin feminista del mundo. SIGI lideró el movimiento internacional de mujeres en cuanto  a la formulación de políticas, estrategias y activismo. También desarrolló una red de comunicaciones para las movilizaciones colectivas en relación con sus contactos, intereses y apoyos de las ONG para impulsar el empoderamiento de las mujeres en el mundo.
El instituto fue pionero en varias de sus actividades, como por ejemplo en realizar la primera campaña mundial para visibilizar el trabajo no remunerado de las mujeres e incluirlo en las cuentas nacionales y también al elaborar los primeros manuales de derechos de las mujeres en las sociedades musulmanas, en 12 idiomas.
Con el objetivo de empoderar a las mujeres, siendo visibles en los medios de comunicación, en 2005, fundó la organización Women´s Media Center, junto con Jane Fonda y Gloria Steinem.

## Premios y reconocimientos
En 1979, cuando se produjo y distribuyó el juego de cartas coleccionables Supersisters, en el que aparecían mujeres famosas de la política, los medios de comunicación y el entretenimiento, la cultura, los deportes y otros ámbitos de éxito, en una de las cartas aparecía el nombre y la imagen de Morgan. En la actualidad, las cartas coleccionables se encuentran en las colecciones del Museo de Arte Moderno y la biblioteca de la Universidad de Iowa.
A lo largo de los años, Morgan ha recibido numerosos premios por su activismo en favor de los derechos de la mujer. La Feminist Majority Foundation (FMF) nombró a Robin Morgan "Mujer del Año" en 1990; en 1992 recibió el premio Warrior Woman Award for Promoting Racial Understanding de la Asian American Women's National Organization; en 2002 recibió el premio Lifetime Achievement in Human Rights de Equality Now, y en 2003 The Feminist Press le concedió el premio "Femmy" por su "servicio a la literatura". También recibió el Premio a la Heroína Humanista de la The American Humanist Association en 2007.

## Filmografía
1940
- Citizen Saint: The Life of Mother Cabrini (interpretando a Francesca S. Cabrini de niña)
- The Little Robin Morgan Show como ella misma (programa radiofónico en WOR)
- Juvenile Jury como ella misma

1950
- Mama como Dagmar Hansen
- Kraft Television Theatre's Alice in Wonderland (como Alice)
- Mr. I-Magination (como ella misma)
- Tales of Tomorrow (protagonista como Lily Massner)
- Kiss and Tell Especial televisivo (protagonista como Corliss Archer, 1956)
- Otros vídeos y kinescopios en la Robin Morgan Collection en el Paley Center for Media, Nueva York

1980 - 2010
- Not a Love Story: A Film About Pornography Largometraje documental (como ella misma) (1981)
- The American Experience Documental televisivo (como ella misma) (2002)
- 1968 Documental televisivo con Tom Brokaw (como ella misma) (2007)
- Entrevistada por Ronnie Eldridge (2007)
- Makers: Women Who Make America  en PBS (2013)

## Publicaciones
Robin Morgan ha publicado 21 libros, entre los que figuran obras de poesía, ficción, no ficción, antologías, ensayos y teatro.

### Poesía
- 1972: Monster (Vintage, ISBN 978-0-394-48226-2)
- 1976: Lady of the Beasts: Poems (Random House, ISBN 978-0-394-40758-6)
- 1981: Death Benefits: A Chapbook (Copper Canyon, edición limitada de 200 ejemplares)
- 1982: Depth Perception: New Poems and a Masque (Doubleday, ISBN 978-0-385-17794-8)
- 1999: A Hot January: Poems 1996–1999 (W. W. Norton, ISBN 978-0-393-32106-7)
- 1990: Upstairs in the Garden: Poems Selected and New (W. W. Norton, ISBN 0-393-30760-3)

### No ficción
- 1977: Going Too Far: The Personal Chronicle of a Feminist, (Random House, ISBN 0-394-72612-X)
- 1982: The Anatomy of Freedom  (W.W. Norton, ISBN 978-0-393-31161-7)
- 1989: The Demon Lover: On the Sexuality of Terrorism (W. W. Norton, ISBN 0-7434-5293-3)
  - 2001: The Demon Lover: The Roots of Terrorism (segunda edición puesta al día, Washington Square Press/Simon & Schuster, Inc., ISBN 978-0743452939)
- 1992: The Word of a Woman (W.W. Norton, ISBN 978-0-393-03427-1)
- 1995: A Woman's Creed (panfleto), The Sisterhood Is Global Institute
- 2001: Saturday's Child: A Memoir (W. W. Norton, ISBN 0-393-05015-7)
- 2006:  Fighting Words: A Toolkit for Combating the Religious Right (Nation Books, ISBN 1-56025-948-5)

### Ficción
- 1987: Dry Your Smile (Doubleday, ISBN 978-0-7043-4112-8)
- 1991: The Mer-Child: A New Legend for Children and Other Adults  (The Feminist Press, ISBN 978-1-55861-054-5)
- 2006: The Burning Time (Melville House, ISBN 1-933633-00-X)

### Antologías
- 1969: The New Woman (editora de poesía) (Bobbs-Merrill, LCCN 70-125895)
- 1970: Sisterhood is Powerful: An Anthology of Writings from the Women's Liberation Movement (Random House, ISBN 0-394-70539-4)
- 1984: Sisterhood is Global: The International Women's Movement Anthology (Doubleday/Anchor Books; edición revisada y actualizada en The Feminist Press, 1996, ISBN 978-1-55861-160-3)
- 2003: Sisterhood Is Forever: The Women's Anthology for a New Millennium (Washington Square Press, ISBN 0-7434-6627-6)

### Ensayos
- The politics of sado-masochistic fantasies
- Light bulbs, radishes and the politics of the 21st century

### Teatro
- Their Own Country (debut performance, Ascension Drama Series, Nueva York, 10 de diciembre de 1961 a las 8:30pm, Church of the Ascension, reception immediately following.)
- The Duel. Obra en verso publicada como "A Masque" en su libro Depth Perception (debut perf. Joseph Papp's New Shakespeare Festival Public Theater, Nueva York, 1979)